# 萊伊什郡
萊伊什郡（County Laois；愛爾蘭語：Contae Laoise），是愛爾蘭的一個郡，位於愛爾蘭島中部，巴羅河和諾爾河上游。歷史上屬倫斯特省。
面積1,719平方公里，2006年人口69,012人。首府萊伊什港。

## 外部連結
- Official website of Laois County Council （页面存档备份，存于）
- 中的“萊伊什郡”
- Laois Tourism Website
- Things to do in Laois - Tourist guide （页面存档备份，存于）
- Map of castles, fortified houses and ruins in Laois （页面存档备份，存于）

53°00′N 7°24′W / 53.000°N 7.400°W